# Tom Coronel

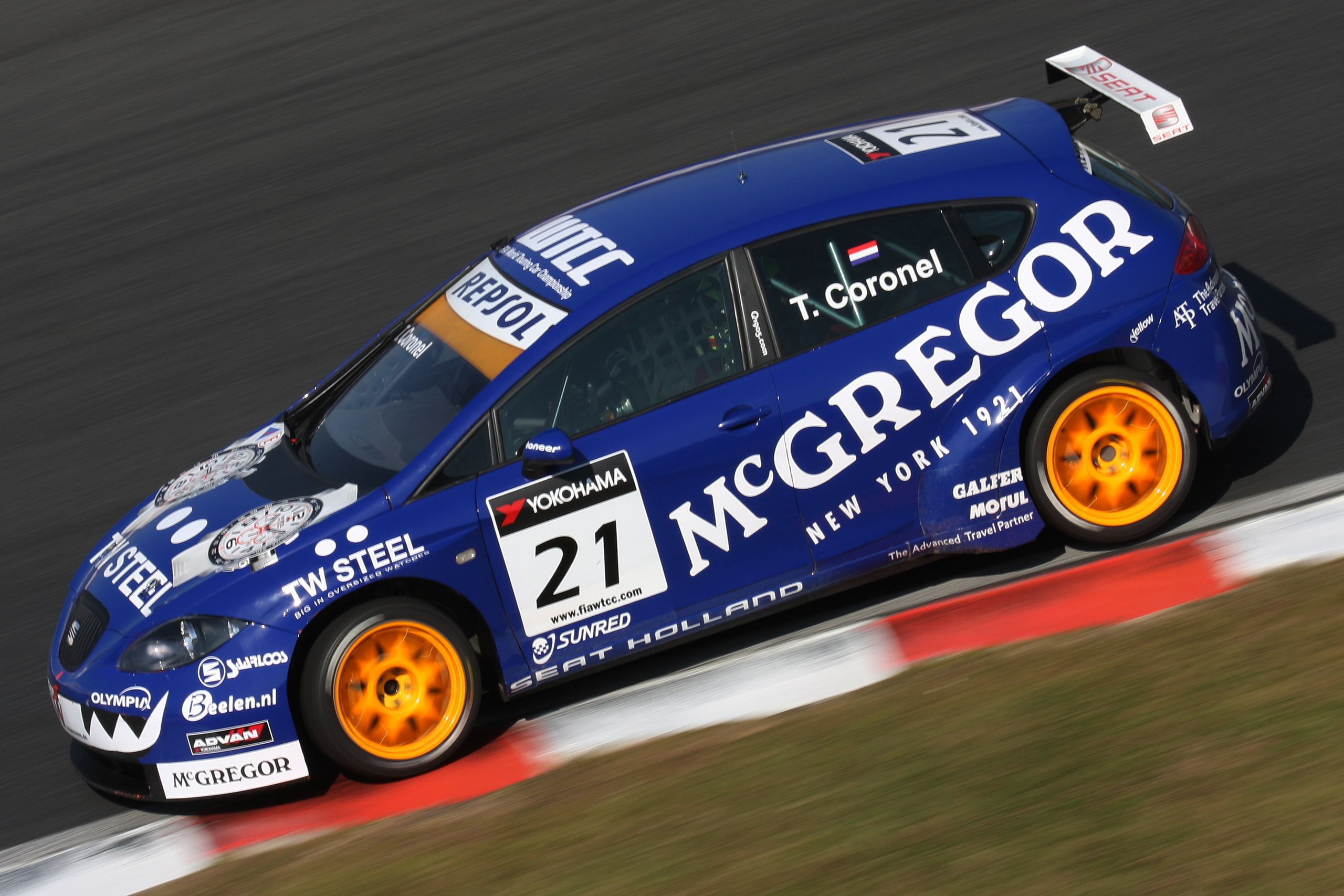
Coronel in actie in Japan, 2009

Tom Romeo Coronel (Naarden, 5 april 1972) is een Nederlands autocoureur, uitkomend in het wereldkampioenschap voor toerwagens, het WTCR.
Coronels tweelingbroer Tim (wiens tweede naam Alfa is) is ook coureur, evenals hun vader Tom Coronel sr. Zoon Rocco Coronel rijdt sinds 2024 voor het Red Bull Junior Team.
De motorcoureur Bertus van Hamersveld is hun grootvader. Van Hamersveld stond volgens Tom Coronel model voor Bertus op zien Norton in het lied Oerend Hard van de band Normaal, maar zanger Bennie Jolink zong in het lied aanvankelijk over 'Gertman op z'n Norton', als ode aan de coureur Gerrit Wolsink.

## Carrière
Coronel neemt sinds 1990 deel aan races in verschillende klassen, eerst in Nederland later op internationaal niveau. Zijn grootste succes behaalde hij door in 1997 het Japanse Formule 3 kampioenschap te winnen, alsmede de International Masters of Formula 3. Aan het eind van 1999 heeft Coronel een paar keer getest voor het Formule 1-team Arrows en was een serieuze kandidaat voor een plekje bij het desbetreffende team om in 2000 F1 te gaan racen. Dit ging echter op het laatste moment niet door. De jaren hierna heeft hij zijn CV flink uitgebreid met vele races in verschillende kampioenschappen met name de ETCC, WTCC en sinds 2018 WTCR. Hiernaast reed Coronel ook races in het FIA GT kampioenschap en de Le Mans Series. Bovendien reed Coronel verschillende malen tijdens de 24 uren van Le Mans met onder andere Racing for Holland van Jan Lammers, Johansson Racing met een Audi en Spyker. Ook deed Tom Coronel met zijn schoonvader Klaas Zwart, die met een Benetton B197 uit 1997 racet, aan de Euroboss series mee.

### Dakar-rally
In 2009 reed Coronel samen met zijn broer Tim Coronel de Dakar-rally in Argentinië en Chili. Het zag ernaar uit dat de broers in de 5e etappe zouden uitvallen. Deze etappe werd echter geneutraliseerd en met een tijdstraf van 200 uur konden de Coronels de Dakar-rally vervolgen, al waren ze kansloos voor een hoge klassering. Het beste resultaat werd neergezet in de twaalfde etappe waarin ze zich als 11e klasseerden. Tom zwoer na zijn Dakar-deelname in 2009 dat hij nooit meer mee zou doen aan de rally. In 2015 deed hij dat toch, maar dan als racende reporter. Ook in 2016 reed Coronel mee met de Dakar.
In 2017 reed Coronel opnieuw samen met zijn broer Tim Coronel de Dakar-rally. Ditmaal in een tweepersoons Jefferies Buggy, bijgenaamd "The Beast". Ze wisten samen de finish te halen, zo ook in 2018, 2019, 2020 en 2021. In 2022 stonden Tim en Tom aan de start met een nieuwe auto. Maar na een rugblessure, die Tim opliep tijdens de rally, moesten ze zich terugtrekken.

### Overig
In 2007 en 2008 reed Coronel voor het Zakspeed Racing Team ook de 24-uursrace op de Nordschleife, en andere langeafstandsraces, met als teamgenoot de Nederlander Duncan Huisman. Ook in 2009 deed Coronel mee aan de 24-uursraces op de Nurburgring ditmaal in een Porsche en participeerde hij ook in de 12-uursrace Merdeka Millennium Endurance Race op Sepang, Maleisië. Hier reed Coronel in een Porsche 996 GT3 geprepareerd door Lammertink Racing.
In 2008 vestigde Coronel een record door op de Nordschleife van de Nurburgring de snelste rondetijd aller tijden in de categorie standaard productieauto's te rijden. Dit deed hij met een Dodge Viper.
Daarnaast werkt hij mee aan televisieprogramma's als AutoXperience, RIB Rally, Wheels on 7, Red Bull air race en de Formule 1-uitzendingen van RTL 7. Vanaf 2012 is hij jurylid in De slechtste chauffeur van Nederland.
Naast het racen is Coronel ook zakenman. Hij is mede-eigenaar van een kartbaan in Huizen (Noord-Holland) en was tot 2009 mede-eigenaar en CEO van Create2Fit Webshops. In 2011 werd hij door Emerce verkozen tot E-Commerce man van 2011.
In 2015 won hij samen met zijn broer de Loden Leeuw 2014 voor de irritantste reclamespot met bekende Nederlanders.
Sinds 2019 is hij vaste kenner in de podcast van Racingnews365.
In januari 2021 deed Coronel samen met zijn broer Tim Coronel mee aan het SBS6-programma Code van Coppens: De wraak van de Belgen. In 2025 deed hij samen met Rob Kamphues mee aan hetzelfde programma.
In 2023 deed Coronel mee aan het televisieprogramma De kwis met sneeuwballen. In datzelfde jaar deed hij mee aan het televisieprogramma De gevaarlijkste wegen van de wereld. In 2025 deed Coronel samen met zijn broer Tim mee aan het televisieprogramma Make Up Your Mind.

## Coronel Racing
Sinds 2007 geeft de tweeling leiding aan het raceteam Coronel Racing, dat in verschillende raceklassen auto's inzet. Hierbij houdt Coronel zich met name bezig met het begeleiden van jonge talenten zoals Pieter Schothorst, Jeroen Slaghekke en Jelle Beelen die voor het Coronel Junior Team uitkomen en -kwamen in de Suzuki Swift Cup; het team is in 2009 uitgegroeid tot drie auto's. In 2010 bestaat het team uit Glenn Coronel, Jelle Beelen, Bart van Os en Steijn Schothorst. Vanaf 2011 groeit het team verder met de inzet van twee Radical Sportscars.

## Prijzen en onderscheidingen
| Jaar | Kampioenschap                                                                                           |
| ---- | --- |
| 1990 | Citroen AX cup                                                                                          |
| 1991 | Citroen AX cup (winnaar)                                                                                |
| 1992 | Formule Ford, Touringcars (winnaar)                                                                     |
| 1993 | Formule Ford (winnaar)                                                                                  |
| 1994 | Euroseries Formule Opel                                                                                 |
| 1995 | Duitse Formule 3                                                                                        |
| 1996 | All-Japan F3                                                                                            |
| 1997 | All Japan F3 (kampioen), Masters of Formula 3 (winnaar)                                                 |
| 1998 | Formula Nippon, Super GT                                                                                |
| 1999 | Formule Nippon (kampioen), Super GT, 24 uur van Le Mans                                                 |
| 2000 | 24 uur van Le Mans, FIA GT (1 zege)                                                                     |
| 2001 | DTCC, FIA GT (2 zeges), 24 uur van Le Mans                                                              |
| 2002 | FIA ETCC, 24 uur van Le Mans                                                                            |
| 2003 | FIA ETCC, 24 uur van Le Mans, Super GT, 1 race in FIA GT                                                |
| 2004 | FIA ETCC (Independents Kampioen), 24 uur van Le Mans, 3 races in FIA GT                                 |
| 2005 | FIA WTCC                                                                                                |
| 2006 | FIA WTCC (Independents Kampioen), 24 uur van Le Mans                                                    |
| 2007 | FIA WTCC, 1 race in BTCC                                                                                |
| 2008 | FIA WTCC (1 zege, Japan), Gastrace Formule Ford (Zolder, 1e) en 1 race in de Le Mans Series             |
| 2009 | FIA WTCC (Independents Kampioen), Dakar-rally, Le mans series, 24 uur van Le Mans                       |
| 2010 | FIA WTCC, Le mans series, 24 uur van Le Mans                                                            |
| 2011 | FIA WTCC (1 zege, Japan), gastraces in GT4, EuroBOSS Series, 24 uur van de Nürburgring, Radical Series, |
| 2012 | FIA WTCC                                                                                                |
| 2013 | FIA WTCC (2 zeges, Slowakije en Japan)                                                                  |
| 2014 | FIA WTCC                                                                                                |
| 2015 | FIA WTCC                                                                                                |
| 2016 | FIA WTCC (2 zeges, Marokko en Portugal)                                                                 |
| 2017 | FIA WTCC                                                                                                |
| 2018 | FIA WTCR (fusie voormalige competities WTCC en TCR)                                                     |
| 2019 | FIA WTCR, TCR Europe en Dakar-rally                                                                     |
| 2020 | FIA WTCR, TCR Europe en Dakar-rally                                                                     |
| 2021 | FIA WTCR, TCR Europe en Dakar-rally                                                                     |